# Dan Bilzerian
Dan Brandon Bilzerian (tiếng Armenia: Դեն Բիլզերյան, sinh ngày 7 tháng 12 năm 1980) là một tay chơi xì tố chuyên nghiệp kiêm diễn viên và nhân vật nổi tiếng trên mạng internet người Mỹ.

## Tuổi thơ, gia đình, học vấn
Dan được sinh ra ở Tampa, Florida bởi cha là Paul Bilzerian và mẹ là Terri Steffen. Anh có một người anh trai, Adam. Dan khẳng định rằng một nửa dòng họ nhà Bilzerian đã bị giết trong cuộc diệt chủng người Armenia. Cha anh là người gốc Armenia và là một doanh nhân thành đạt ở Phố Wall. Ông đã lập những quỹ ủy thác lớn cho 2 người con trai.
Anh gia nhập hải quân Mỹ năm 2000. Nhưng sau nhiều nỗ lực đã không hoàn thành chương trình tập luyện. Sau đó anh nhập học đại học Florida, chuyên ngành Kinh doanh và tội phạm học.